# 第1電子隊
第1電子隊（だいいちでんしたい、JGSDF 1st Electric Warfare Unit）は、陸上自衛隊東千歳駐屯地（北海道千歳市）に駐屯していた北部方面隊直轄の通信科部隊で、2024年（令和6年）3月20日に廃止され第302電子戦中隊に改編された。

## 概要
電子戦のうち通信電子情報活動および通信電子攻撃を主要な任務としていた。電子作戦隊隷下の第302電子戦中隊に改編されたことにより廃止となった。

## 沿革
臨時特別通信隊
- 1960年（昭和35年）8月12日：臨時特別通信隊が久里浜駐屯地において編成完結。陸上自衛隊通信学校に隷属。

通信標定隊
- 1968年（昭和43年）3月1日：臨時特別通信隊（久里浜駐屯地）が通信標定隊に改編され、通信団隷下に隷属替え[2]。

第1電子隊
- 1981年（昭和56年）
  - 8月4日：通信標定隊が久里浜駐屯地から東千歳駐屯地に移駐[3]。
  - 8月10日：通信標定隊が北部方面隊に隷属替え[3]。
  - 9月21日：通信標定隊（東千歳駐屯地）を廃止・改編し、第1電子隊が東千歳駐屯地に新編。
- 2024年（令和06年）3月20日：第1電子隊（東千歳駐屯地）が廃止。（電子作戦隊隷下の第302電子戦中隊に改編[4][5][6]。）

## 廃止時の部隊編成
- 第1電子隊本部
- 第1電子隊本部付隊「1電-本」
- 第1標定中隊「1電-1」
- 第2標定中隊「1電-2」
- 対電子中隊「1電-対」

## 歴代の隊長
| 代 | 氏名     | 在職期間                                                    | 前職                               | 後職                                         |
| -- | -------- | ----------------------------------------------------------- | ---------------------------------- | -------------------------------------------- |
| 01 | 平尾治   | 1968年03月01日 - 1968年09月30日 ※1968年07月01日 1等陸佐昇任 | 臨時特別通信隊長 （2等陸佐）       | 中部方面総監部付                             |
| 02 | 長田亀一 | 1968年10月01日 - 1971年07月15日                             | 陸上幕僚監部第2部別室勤務          | 陸上自衛隊通信補給処整備部長                 |
| 03 | 佐藤敦   | 1971年07月16日 - 1974年07月15日 ※1972年07月01日 1等陸佐昇任 | 通信団本部勤務 （2等陸佐）         | 通信団本部勤務                               |
| 04 | 大西正興 | 1974年07月16日 - 1977年03月15日 ※1975年01月01日 1等陸佐昇任 | 陸上自衛隊通信学校勤務 （2等陸佐） | 通信団本部勤務                               |
| 05 | 岡村勇助 | 1977年03月16日 - 1979年03月15日 ※1977年04月01日 1等陸佐昇任 | 防衛庁防衛局勤務 （2等陸佐）       | 陸上幕僚監部調査部調査第2課 調査別室企画室長 |
| 末 | 成田壯   | 1979年03月16日 - 1981年09月20日                             | 通信団本部勤務                     | 第1電子隊長                                  |

| 代 | 氏名     | 在職期間                        | 前職                                                                              | 後職                                        |
| -- | -------- | ------------------------------- | --------------------------------------------------------------------------------- | ------------------------------------------- |
| 01 | 成田壯   | 1981年09月21日 - 1983年03月15日 | 通信標定隊長                                                                      | 陸上自衛隊幹部学校学校教官                  |
| 02 | 中村文雄 | 1983年03月16日 - 1985年03月15日 | 陸上自衛隊調査学校学校教官                                                        | 陸上自衛隊通信学校研究員                    |
| 03 | 藤本晶士 | 1985年03月16日 - 1987年03月15日 | 技術研究本部 技術開発官（陸上担当）付 第4班長                                     | 中央基地通信隊長                            |
| 04 | 佐々木勲 | 1987年03月16日 - 1990年03月15日 | 防衛研究所所員                                                                    | 陸上幕僚監部装備部開発課長                  |
| 05 | 佐藤和夫 | 1990年03月16日 - 1993年03月31日 | 陸上自衛隊通信学校学校教官                                                        | 陸上自衛隊通信補給処副処長                  |
| 06 | 中村豊   | 1993年04月01日 - 1995年03月31日 | 陸上幕僚監部装備部通信電子課 電子器材班長                                         | 陸上自衛隊通信補給処補給部長                |
| 07 | 岩本哲彌 | 1995年04月01日 - 1997年07月31日 | 陸上自衛隊北海道地区補給処 通信部長                                               | 中央基地通信隊長                            |
| 08 | 菊池伯   | 1997年08月01日 - 1999年03月28日 | 陸上自衛隊北海道地区補給処 通信部長                                               | 北部方面総監部人事部長                      |
| 09 | 梅田正敏 | 1999年03月29日 - 2000年07月31日 | 陸上幕僚監部調査部調査課 調査運用室勤務                                           | 陸上幕僚監部防衛部運用課 システム・通信室長 |
| 10 | 盛一丈嗣 | 2000年08月01日 - 2002年07月31日 | 陸上幕僚監部付                                                                    | 陸上幕僚監部防衛部運用課 システム・通信室長 |
| 11 | 伊東寛   | 2002年08月01日 - 2005年03月27日 | 情報本部勤務                                                                      | システム防護隊長                            |
| 12 | 武藤吉昭 | 2005年03月28日 - 2006年12月05日 | 陸上自衛隊補給統制本部 情報処理部長                                               | 陸上自衛隊開発実験団本部計画科長            |
| 13 | 相澤敦   | 2006年12月06日 - 2008年11月30日 | 陸上自衛隊通信学校第2教育部長                                                     | 通信保全監査隊長                            |
| 14 | 渡辺辰悟 | 2008年12月01日 - 2011年04月18日 | 陸上自衛隊研究本部研究員                                                          | 陸上自衛隊研究本部主任研究開発官            |
| 15 | 大森俊之 | 2011年04月19日 - 2013年03月22日 | 陸上幕僚監部装備部通信電子課 電計班長                                             | システム開発隊長                            |
| 16 | 田川信好 | 2013年03月23日 - 2015年03月29日 | 陸上幕僚監部装備部開発課 開発第2班長                                              | 陸上自衛隊研究本部主任研究開発官            |
| 17 | 光井章   | 2015年03月30日 - 2017年03月22日 | 陸上自衛隊関東補給処通信電子部長                                                  | 通信団本部付                                |
| 18 | 溝渕久男 | 2017年03月23日 - 2019年07月31日 | 情報本部勤務                                                                      | 防衛研究所主任研究官                        |
| 19 | 佐藤雅宏 | 2019年08月01日 - 2021年07月31日 | 情報本部勤務                                                                      | システム開発隊長                            |
| 20 | 篠田和彦 | 2021年08月01日 - 2022年11月30日 | システム通信団本部高級幕僚                                                        | 通信保全監査隊長                            |
| 末 | 北原武   | 2022年12月01日 - 2024年03月20日 | 防衛装備庁技術戦略部技術計画官付 技術計画調整官 兼 プロジェクト管理部装備技術官付 | 陸上自衛隊教育訓練研究本部勤務              |

## 主要装備
- ネットワーク電子戦システム
- 1/2tトラック / 73式小型トラック
- 1 1/2tトラック / 73式中型トラック
- 3 1/2tトラック / 73式大型トラック
- 89式5.56mm小銃
- 9mm拳銃

## 備考
陸上自衛隊における用語の定義は以下の通り。一般的な定義については電子戦を参照すること。
- 標定とは、電波発射位置を特定する行為で通信電子情報活動（ES、かつてはESMと呼ばれた）という。情報本部の任務と一部重複するように見えるが情報本部は戦略レベル、電子隊は野戦および戦術レベルの標定を行っているのが実情で注意が必要である。
- 妨害とは、無線通信を広帯域で傍受し、対象となる周波数に強力な電波を発射することで通信の実施を困難もしくは不可能にする行為で通信電子攻撃（EA、かつてはECMと呼ばれた）という。
- 本来であれば各方面隊にも電子隊が編成配置される構想だったが、同時期の慢性的な人員不足で編成されず、冷戦の終結等直接的脅威の低下もあり長年落ち着いていたが、2005年（平成17年）3月に同趣旨の部隊として西部方面隊に通信情報隊が編成[8]された。前出のほか、第2通信大隊には電子戦中隊が、その他の師団通信大隊には小規模な対電子戦部隊（通常は本部付隊の対電子小隊）が編成されている場合がある。
- 電子戦の定義には有線通信は対象に含まれていないが、陸上自衛隊では対象となっている。